# Lesotho vid världsmästerskapen i friidrott 2022
Lesotho tävlade vid världsmästerskapen i friidrott 2022 i Eugene i USA mellan den 15 och 24 juli 2022. Lesotho hade en trupp på en idrottare.

## Resultat

### Herrar
Gång- och löpgrenar
| Idrottare            | Gren    | Försöksheat | Försöksheat | Semifinal | Semifinal | Final        | Final     |
| Idrottare            | Gren    | Resultat    | Placering   | Resultat  | Placering | Resultat     | Placering |
| -------------------- | ------- | ----------- | ----------- | --------- | --------- | ------------ | --------- |
| Tebello Ramakongoana | Maraton | —           | —           | —         | —         | 2:12.35 0SB0 | 35        |